# Mzilate
Mzilate (franska: Mzilate (CR), Mzilate (Commune Rurale), arabiska: سيدي بوعثمان) är en kommun i Marocko.   Den ligger i provinsen Essaouira och regionen Marrakech-Safi, i den centrala delen av landet, 300 km sydväst om huvudstaden Rabat. Antalet invånare är 4 583.